# Südliche Fliedetalbrücke

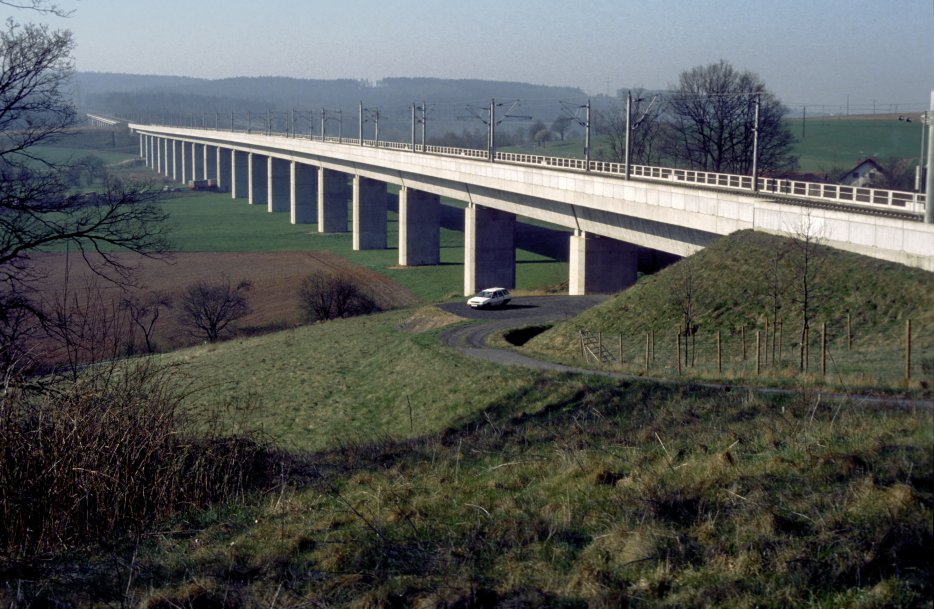
Die beiden Fliedetalbrücken südlich von Fulda. Auf die im Vordergrund zu sehende nördliche Fliedetalbrücke folgt nach einer kurzen Erhebung die südliche Fliedetalbrücke.

Die südliche Fliedetalbrücke ist eine 628 m lange Eisenbahnbrücke der Schnellfahrstrecke Hannover–Würzburg südlich von Fulda. Das Brückenbauwerk überspannt die Hessische Kinzigtalbahn und die A 66.

## Verlauf
Das Bauwerk liegt nordwestlich des Ortsteils Hattenhof der Gemeinde Neuhof. Die Trasse verläuft auf der Brücke gerade.
Nördlich folgt die Nördliche Fliedetalbrücke, welche die K 100, die Bundesstraße 40 und den Fulda-Nebenfluss Fliede überführt. Zwischen beiden Brücken liegt eine kleine Erhebung mitten im Fliedetal.
Zwischen der Nördlichen und der Südlichen Fliedetalbrücke wurde eine Erddeponie angelegt. Auch südlich schließt sich ein 348 m langer und bis zu 17 m hoher Damm an. Für diesen wurden während der Bauphase Landwirtschafts- und Wanderwege auf einer Länge von 5,5 km verlegt bzw. umgebaut.
Die Strecke steigt südlich der Brücke kontinuierlich bis zum Höhenzug des Landrückens an, um dort ihren höchsten Punkt zu erreichen.

## Geschichte
Überlegungen für einen rund 25 n hohen Damm über das Fliedetal wurden nicht weiter verfolgt. Ein angedachtes rund 1600 m langes Brückenbauwerk zu Querung des Fliedetals wurde aufgrund ästhetischer Überlegungen verworfen.
Die Brücke wurde mit einer Vorschubrüstung gebaut.
Das Bauwerk lag am südlichen Rand des Planungsabschnitts 18 im Mittelabschnitt der Neubaustrecke. Am südlichen Widerlager der Brücke lag in der Planungs- und Bauphase die Grenze zwischen dem Planungsabschnitt der Projektgruppe „H/W Süd“, die bei der Bundesbahndirektion Nürnberg beheimatet war.